# Samuel von Voss
Samuel von Voss, auch: Voß, Voßius (* 26. August 1621 in Luplow; † 19. Juli 1674 in Rostock) war ein deutscher lutherischer Theologe.

## Leben
Voss stammte aus mecklenburgischen Adelsgeschlecht. Sein Vater war Erbherr auf Luplow, Breitenfeld und Görrensdorf und seine Mutter Magaretha († 1638), war die Tochter des Erbherrn auf Gartz, Lübs und Glafen Levin Linstow. Schon früh sahen ihn seine Eltern für einen geistigen Stand vor. So hatte er bereits im Alter von drei Jahren Unterricht durch einen Privatlehrer erhalten. 1633 wurde er der Obhut von Lucas Bacmeister in Güstrow anvertraut, hatte zwei Jahre lang eine Ausbildung in Friedland absolviert und war nach dem Tod der Mutter 1638 nach Rostock zurückgekehrt, wo er seine Ausbildung fortsetzte.
Bald darauf besuchte er fünf Jahre lang das Klostergymnasium in Bornholm. Auf Kosten des Herzogs von Holstein begann er 1641 ein Studium der Theologie an der Universität Rostock. 1646 wechselte er an die Universität Helmstedt, wo Georg Calixtus sein Lehrer wurde. Während seines achtjährigen Studiums absolvierte er das Lizentiat der Theologie, promovierte zum Doktor der Theologie und begann danach auf Weisung des holsteinischen Herzogs eine Bildungsreise. Diese führte ihn drei Jahre lang durch Holland und Frankreich.
1657 wurde er von Georg Christian von Ostfriesland zum Konsistorialrat und Generalsuperintendenten von Ostfriesland ernannt. 1670 berief ihn der mecklenburgische Herzog Gustav Adolf zum Generalsuperintendenten des Kirchenkreises Rostock und Geistlichen Kirchenrat. Kaum hatte er jedoch seine mecklenburgische Heimat erreicht, erkrankte er. Im Laufe der Jahre verschlimmerte sich so sehr seine Krankheit, dass er daran verstarb. Sein Leichnam wurde am 26. August in der Rostocker St. Nikolaikirche beigesetzt.
Seine am 15. Februar 1672 geschlossene Ehe mit Anna Sohia Wolff, verwitwete Hagemeister, blieb kinderlos.